# System wielopartyjny
System wielopartyjny – system partyjny występujący najczęściej w państwach demokratycznych, w których zazwyczaj obowiązuje ordynacja proporcjonalna, zwłaszcza bez progu wyborczego.
W przeciwieństwie do systemu dwupartyjnego charakteryzuje się zdolnością trzech lub więcej partii politycznych do sformowania rządu. Prowadzi to z reguły do konieczności zawierania koalicji rządowych albo powoływania rządów mniejszościowych. Odmianą systemu wielopartyjnego może być system partii dominującej, w której tylko jedna partia ma szansę wygrać wybory i jest zawsze w stanie samodzielnie sprawować władzę bez konieczności zawierania koalicji rządowej. Taki system może funkcjonować zarówno w krajach demokratycznych, jak i autorytarnych.

## Przykłady
Współczesnymi przykładami stabilnych systemów wielopartyjnych są m.in. Holandia, Belgia, Dania, Irlandia, Szwecja, Finlandia, Estonia, Czechy, Kanada, Australia i Nowa Zelandia. 
System wielopartyjny istnieje też w Polsce, przy czym od kilku lat zaznacza się tendencja do powstania systemu dwupartyjnego.